# Time management
Les jeux de time management sont un genre de jeu vidéo basé sur l'allocation rapide et en temps réel de ressources pour accomplir des objectifs limités dans le temps. Ce genre s'inscrit parmi les casual games et comme un sous-genre des jeux de stratégie en temps réel. On peut citer comme représentants du genre Diner Dash, Flight Control ou The Flying Farm. 
Le terme et la popularité du genre se développe dès le milieu des années 2000. Chris Bateman cite le jeu d'arcade Tapper comme un précurseur du genre.